# Who We Be/We Right Here
Who We Be/We Right Here – singel amerykańskiego rapera DMX-a. Promuje on album: "The Great Depression". Wydany 9 grudnia 2003 roku.
Podkład z obu utworów został skomponowany przez Black Key. Do obu również powstały klipy. W Who We Be DMX wymienia po kolei przedmioty, osoby i czynności, tworząc w ten sposób pewną historię. We Right Here to typowa piosenka klubowa – brak jakiejś określonej tematyki, DMX porusza tu wiele tematów.

## Ciekawostki
Beat z utworu We right here został wykorzystany w produkcji niezależnego, polskiego rapera z ełckiego podziemia – Atasia – w utworze Freestyle (REMIX).

## Lista utworów
1. "Who We Be" (Radio Edit)
2. "We Right Here" (Radio Edit)
3. "Who We Be" (Explicit Album Version)
4. "We Right Here" (Explicit Album Version)

Multimedia: